# مواقع ربط الحمض النووي
مواقع ارتباط الحمض النووي (بالإنجليزية: DNA binding site)‏ هي نوع من مواقع الارتباط الموجودة في الحمض النووي حيث يمكن أن ترتبط جزيئات أخرى.تختلف مواقع الربط الحمض النووي عن غيرها من المواقع حيث أنها (1) جزء من تسلسل الحمض النووي «على سبيل المثال الجينوم» و(2) ترتبط عن طريق روابط الحمض النووي البروتيني. ترتبط مواقع ربط الحمض النووي في كثير من الأحيان مع بروتينات متخصصة المعروفة باسم عوامل النسخ والتي ترتبط بالتنظيم النسخي. ويشار إلى مجموع مواقع ربط الحمض النووي لعامل النسخ باسم السيستروم. وتشمل مواقع ربط الحمض النووي أهداف البروتينات الأخرى مثل إنزيمات التقييد ومواقع الدمج الخاصة وناقلة الميثيل-دنا.
ويمكن بالتالي تعريف مواقع ربط الحمض النووي بأنها متواليات قصيرة للحمض النووي (عادةً ما تكون من 4 إلى 30 زوجا من الأزواج الأساسية، ولكن حتى 200 bp لمواقع أعاده الدمج) التي ترتبط تحديدا بواحد أو أكثر من البروتينات أو البروتينات المرتبطة بالحمض النووي. وقد ذكر أن بعض المواقع الملزمة لديها إمكانية الخضوع لتغيير تطوري سريع.

## أنواع مواقع ربط الحمض النووي
ويمكن تصنيف مواقع ربط الحمض النووي وفقا لوظيفتها البيولوجية. وبالتالي، يمكننا التمييز بين مواقع ربط عامل النسخ، ومواقع التقييد ومواقع الدمج. واقترح بعض المؤلفين ان تصنف المواقع الربط أيضا وفقا لطريقه تمثيلها الأكثر ملاءمة. وبشكل اخر فان مواقع التقييد تتمثل بتوافقية التسلسل. هذا لانهم يستهدفون في الأغلب سلاسل متماثلة فتنخفض كفاءة مواقع التقييد مع السلاسل غير المتماثلة. تختلف مواقع الربط باختلاف عامل النسخ، وتنوع اختلاف قدرة عامل النسخ باختلاف أنواع مواقع الربط. وهذا يجعل من الصعب تمثيل مواقع ربط عامل النسخ بدقة باستخدام تسلسل توافق الآراء، وعادة ما تُمثل باستخدام مصفوفات ترددات محدده للموقف (psfm)، والتي غالبا ما تُصور بيانيا باستخدام شعارات التسلسل. غير ان هذه الحجة تعسفية جزئيا. يقيد انزيمات، مثل عوامل النسخ، تدرج الكميات. وايضا، فان الريكومبيناسيس الخاصة بالموقع تظهر أيضا مجموعة متنوعة من الروابط للمواقع المستهدفة المختلفة.

## التاريخ والتقنيات التجريبية الرئيسية
اشتبه بوجود شيء قريب من مواقع ربط الحمض النووي من خلال تجربة في الاحياء على جراثيم عاثية "Lambda phage"، ومواقع ربط الحمض النووي اكدت من كلا النظاميين، مع ظهور تقنية سلاسل الحمض النووي، ومنذ ذلك الحين، اُكتشفت مواقع ربط الحمض النووي للعديد من عوامل النسخ، والانزيمات المقيدة والريكومبيناسيس الخاصة بالموقع باستخدام وفره من الأساليب التجريبية. تاريخيا، كانت التقنيات التجريبية للاختيار لاكتشاف وتحليل مواقع ربط الحمض النووي اختبار بصمة DNase واختبار التحول الحركي الكهربي (EMSA). ومع ذلك، فقد ادى تطوير ميكرو الحمض النووي وتقنيات التسلسل السريع إلى أساليب جديده متوازية علي نطاق واسع لتحديد مواقع الربط في الجسم الحي، مثل الترسيب المناعي للكروماتين مع مصفوفة حمض نووي دقيقة ورقاقة التسلسل. لتحديد كمية تقارب الارتباط للبروتينات والجزيئات الأخرى بمواقع ارتباط الحمض النووي المحددة، تُستخدم طريقة التحليل الحراري المجهري على نطاق صغير.

## تمثيل مواقع ربط الحمض النووي
ويمكن ان تمثل مجموعه من مواقع ربط الحمض النووي، التي يشار اليها عادة بالحمض النووي الملزم، بتسلسل توافقي. ولهذا التمثيل ميزه الاتفاق، ولكن علي حساب تجاهل قدر كبير من المعلومات. والطريقة الأكثر دقة لتمثيل المواقع الملزمة هي من خلال مصفوفات الترددات المحددة للموقف (PSFM). وتقدم هذه المصفوفات معلومات عن تواتر كل قاعده في كل موضع من الفكرة الملزمة للحمض النووي. مصفوفات الترددات عادة تصورت مع الافتراض ضمنية من استقلال موضعيه (موقعات مختلفة في الحمض النووي. التصاق موقعه يسهم بشكل مستقل إلى موقع العمل. يمكن تفسير معلومات التردد في نموذج مصفوفات الترددات رسميًا تحت إطار نظرية المعلومات، مما يؤدي إلى تمثيله الرسومي كشعار تسلسلي.